# Orotschen
Die Orotschen (russische Sprache: Орочи; [Orotschi]) sind ein kleines tungusisches indigenes Volk des russischen Fernen Ostens. Sie dürfen nicht mit den Oroken auf Sachalin und den nord-tungusischen Oroqen in China verwechselt werden. Nach der letzten Volkszählung im Jahre 2002 gab es noch 686 Orotschen (1990: 900), jedoch sprechen nur noch etwa 150 Menschen Orotsch, eine süd-tungusische Sprache.
Das traditionelle Siedlungsgebiet liegt in der Region Chabarowsk.